# Guararé
Guararé è un comune (corregimiento) della Repubblica di Panama situato nel distretto di Guararé, provincia di Los Santos, di cui è capoluogo. Si estende su una superficie di 16,4 km² e conta una popolazione di 4.524 abitanti (censimento 2010).